# 050 T Midi 5001 à 5047

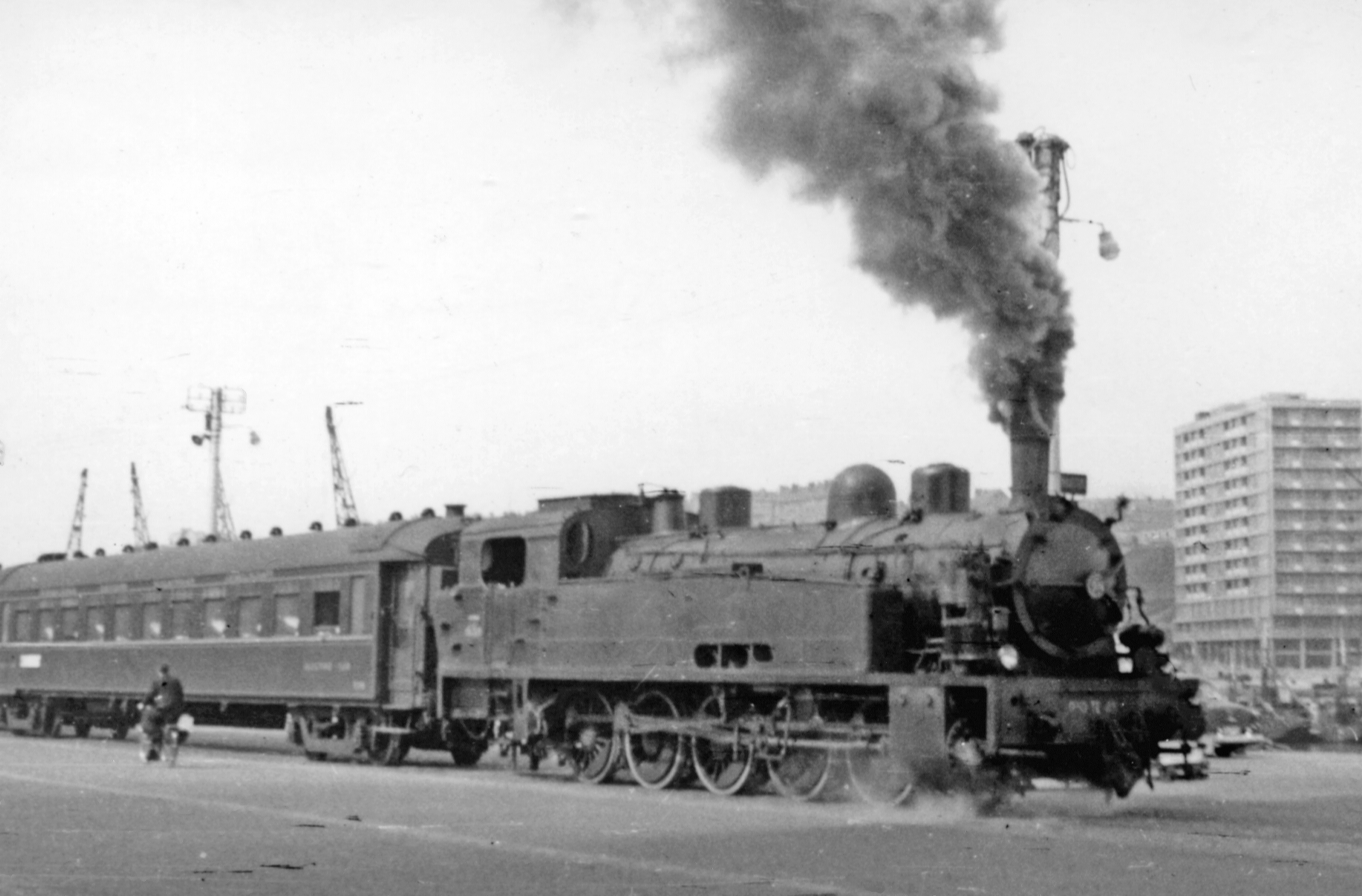
Une 050 TE ex-Midi à Boulogne-Maritime en 1956.

Les Ten coupled numéros 5001 à 5047 sont des locomotives à vapeur de la Compagnie des chemins de fer du Midi. Elles étaient des machines à cinq essieux moteurs couplés de disposition d’essieux 050 (ten coupled).

## Genèse
Recherchant une machine capable d'affronter les dures rampes et les courbes de faibles rayons de ses lignes dans le Massif central, la Compagnie des chemins de fer du Midi demanda aux ingénieurs allemands et au réseau prussien de faire des essais en juin 1907 avec une T 16.0. Cette machine avait fait bonne impression aux représentants de la compagnie à l'exposition de Milan.
Menés sur une ligne ayant les mêmes caractéristiques que la ligne Neussargues-Béziers, les essais démontrèrent la bonne tenue de la locomotive et le Midi arrêta la définition de la future série en retenant les principes de l'ingénieur Robert Garbe. Les premières locomotive seront assemblées en Allemagne.
Ces locomotives furent construites de 1908 à 1914 par :
- la société Berliner Maschinenbau A.G. (Schwartzkopff) située à Berlin pour les 5001 à 5005
- la Société française de constructions mécaniques (Anciens établissements Cail) et pour les 5006 à 5025
- la Société alsacienne de constructions mécaniques pour les 5026 à 5047

En 1909, une série de machines quasiment identiques fut mise en service pour la Compagnie du chemin de fer de Paris à Orléans : les 050 T PO 5501 à 5525 (futures : 4-050 TA 501 à 525 ).

## Service
Bien qu'elle fût mise en service en 1908, il faut attendre 1909 pour que la série soit soumise à des essais. En effet, en mars, la 5005 fut testée sur la ligne Neussargues-Béziers comportant des rampes de 33,3 pour mille et des courbes et contre-courbes de 300 m de rayon en compagnie d'une 140 de la série 4000. Ces essais démontrèrent une économie de combustible en faveur des 5000, grâce à leur meilleure adhérence, malgré le compoundage des 4000.
Lors de la fusion avec la Compagnie du chemin de fer de Paris à Orléans, en 1934, les machines prirent les immatriculations : 050-001 à 050-047.
La série fut donc mise au service de route de cette dure ligne de montagne jusqu'à son électrification en 1932, en étant affectées au dépôt de Béziers. À partir de là les machines essaimèrent dans les dépôts de : Paulhan, Sète, Severac, Saint-Flour et Tournemire sans pour autant délaisser leur dépôt d'origine.
En 1938, à la création de la SNCF, la série fut immatriculée : 4-050 TA 1 à 47 et affectée au service de triages et des trains de marchandises.
À partir de cette date commença aussi la mutation de ces machines vers la région Nord car l'électrification progressant elles étaient devenues excédentaires dans la région Sud-Ouest. Lors de leurs arrivées dans la région Nord elles furent réimmatriculées : 2-050 TE tout en conservant leur numéro individuel. Dans cette région leurs dépôts furent La Plaine, Calais, Longueau, Cambrai et Boulogne-sur-Mer, et elles ne furent plus affectées qu'aux triages et manœuvres de gare.
En même temps certaines des machines furent mutées à la région Sud-Est où elles furent immatriculées : 5-050 TB tout en conservant, comme dans la région Nord, leur numéro individuel. Dans cette région leurs dépôts furent Lyon-Vaise, Saint-Étienne et Ambérieu.

## Description
C'était des machines disposant d'un moteur à simple expansion à deux cylindres. La distribution était du type « Heusinger ». Le foyer était un foyer de type « Crampton » et l'échappement était fixe de type « Petticoat ». Il fut remplacé en cours de carrière par un de type « Kylchap ». Pour pouvoir circuler sur des courbes de faible rayon elles disposaient du système Gölsdorf de rappel des essieux 1, 3 et 5. La bielle motrice attaquait le quatrième essieu couplé.

## Caractéristiques
- Pression de la chaudière : 12 kg/cm2
- Surface de grille : 2,73 m2
- Surface de chauffe : 141,8 m2
- Surface de surchauffe : 44,2 m2
- Diamètre et course des cylindres : 630 × 660 mm
- Diamètre des roues motrices : 1 350 mm
- Capacité de la soute à eau : 10 m3
- Capacité de la soute à charbon : 3,5 t
- Masse à vide : 66,2 à 69,2 t
- Masse en ordre de marche : 85,6 à 88,2 t
- Masse adhérente : 85,6 à 88,2 t
- Longueur hors tout : 13 m
- Vitesse maxi en service : 55 km/h